# Robert Badham
Robert Edward Badham (ur. 9 czerwca 1929 w Los Angeles, zm. 21 października 2005 w Newport Beach) – amerykański polityk, członek Partii Republikańskiej.

## Działalność polityczna
Od 1963 zasiadał w Zgromadzeniu Stanowym Kalifornii. Następnie od 3 stycznia 1977 do 3 stycznia 1989 był przez sześć kadencji przedstawicielem 40. okręgu wyborczego w stanie Kalifornia w Izbie Reprezentantów Stanów Zjednoczonych.